# Йозеф Кюблер
Йозеф Кюблер (нім. Josef Kübler; 6 квітня 1896, Мюнхен — 26 лютого 1947, Любляна) — німецький офіцер, генерал-лейтенант вермахту. Кавалер Німецького хреста в золоті.

## Біографія
Сін лікаря Вільгельма Кюблера і його дружини Рози Браун. Мав 6 братів і 2 сестри. Молодший брат генерала Людвіга Кюблера, інші четверо братів загинули у боях Першої світової війни.
16 серпня 1914 року поступив на службу в Баварську армію. Учасник Першої світової війни. Після демобілізації армії залишений у рейхсвері.
З 1 вересня 1939 року —  1-й офіцер Генштабу в штабі 6-го армійського корпусу. З 15 жовтня 1939 року — в штабі 12-ї армії. Учасник Французької кампанії і німецько-радянської війни. З 21 листопада 1941 року — в штабі 42-го армійського корпусу, з 6 січня 1942 року — 49-го гірського корпусу. 19 січня 1943 року переведений в резерв фюрера. З 15 березня 1943 року — командир 118-ї єгерської дивізії, з 1 вересня 1944 року — штурмової дивізії «Родос». 16 жовтня 1944 року знову переведений в резерв. З 27 грудня 1944 року — командир 1-ї гірської дивізії. В березні 1945 року знову переведений в резерв. В кінці війни потрапив у югославський полон. Оскільки бійці 1-ї гірської дивізії скоїли ряд воєнних злочинів під час командування Кюблера, тому 26 лютого 1947 року він був повішений.

## Сім'я[1]
28 жовтня 1920 року одружився з Йоганною Меркель. В 1923 році народилась дочка.

## Звання[1]
- Лейтенант (16 травня 1915)
- Оберлейтенант (31 липня 1925)
- Гауптман (1 листопада 1930)
- Майор (1 грудня 1935)
- Оберстлейтенант (1 серпня 1938)
- Оберст (1 жовтня 1940)
- Генерал-майор (21 січня 1943)
- Генерал-лейтенант (1944)

## Нагороди[2]
- Залізний хрест 2-го і 1-го класу
- Орден «За заслуги» (Баварія) 4-го класу з мечами
- Орден Альберта (Саксонія), лицарський хрест 2-го класу з мечами
- Почесний хрест ветерана війни з мечами
- Медаль «За вислугу років у Вермахті» 4-го, 3-го, 2-го і 1-го класу (25 років)
- Застібка до Залізного хреста[1]
  - 2-го класу (14 травня 1940)
  - 1-го класу (11 червня 1940)
- Медаль «За зимову кампанію на Сході 1941/42» (1 серпня 1942)[1]
- Німецький хрест в золоті (1 січня 1943)[1]